# Montañas de Rocacorba
Montañas de Rocacorba  es junto con el cono volcánico Banya de Boc un Lugar de Importancia Comunitaria situado en la provincia de Gerona, Comunidad Autónoma de Cataluña, España. Se encuentra en el municipio de Canet de Adri, y tiene una elevación máxima de 991 metros. El 100% del espacio está incluido en el 'Pla d'Espais d'Interès Natural' (PEIN), aprobado por el Decreto 328/1992 de la Generalidad de Cataluña. En concreto el 93,2% pertenece al PEIN Montrañas de Rococorba, el 6,98% a la Banya del Boc.

## Descripción
Situado en la comarca del Gironés, tiene una gran diversidad de comunidades vegetales mediterráneas y eurosiberianas. Buena muestra de las poblaciones de fauna de media montaña y elementos volcánicos de gran interés. Laderas rocosas calcáreas con vegetación, hayedos y bosques de encinares y de pino mediterráneo.